# 무지개 곶의 찻집
《무지개 곶의 찻집》(일본어: 虹の岬の喫茶店)은 모리사와 아키오의 2011년 장편소설이다. 대한민국에는 샘터사에서 이수미 번역으로 출간되었다. 2014년에는 《이상한 곶의 이야기》(일본어: ふしぎな岬の物語)라는 제목의 영화로도 상영되었다.

## 시놉시스
일본 지바현의 한적한 시골 마을, 해안 절벽 끝 작은 찻집. “맛있어져라, 맛있어져라…….” 주문을 외우며, 신비할 정도로 맛있는 커피와 손님에게 꼭 맞는 음악을 선사하는 찻집 주인 에쓰코가 있다. 화가였던 남편을 잃고 홀로 찻집을 꾸려가는 그녀는 이따금 창문 너머 바다를 바라보며 무언가를 애잔히 기다리고 있다.
아내를 잃은 젊은 남성과 네 살배기 어린 딸, 취업난으로 진로를 고민 중인 청년, 생활고를 견디다 못해 침입한 도둑, 젊은 시절 활동했던 밴드와 다시 공연하는 꿈을 키워가는 에쓰코의 조카, 오랫동안 에쓰코에게 연정을 품었으나 명예퇴직을 앞두고도 결국 고백조차 못하고 떠나간 단골손님까지, 그들 모두는 인생이라는 파도에 휩쓸리다 우연히 '무지개 곶의 찻집'에 밀려와 에쓰코의 위로와 온기를 만나 새 삶을 마주하기 시작한다.

## 영화판 출연진
- 요시나가 사유리 - 가시와기 에쓰코
- 아베 히로시 - 가시와기 고지
- 다케우치 유코 - 류자키 미도리
- 쇼후쿠테이 츠루베 - 다니 씨
- 사사노 다카시 - 류자키 도쿠사부로
- 코이케 에이코 - 시즈모토 에리
- 슌푸테이 쇼타 - 시즈모토 다카오
- 이우라 아라타 - 오사와 가쓰히코
- 요시 이쿠조 - 유키요시 선생
- 가타오카 가메조 - 도둑